# 15 Громада (футбольний клуб)
ФК «15 громада» — аматорський футбольний клуб з села Руданське Шаргородського району Вінницької області. Команда бере участь в Чемпіонаті Вінницької області серед аматорів, Кубку Вінницької області з футболу та Кубку України з футболу серед аматорів.

## Історія клубу
Футбольна команда в селі Руданське існувала й до офіційного заснування даного клубу. Так, 2004 року футбольний колектив виграв чемпіонат області з команд ФСО «Колос» та брав участь в чемпіонаті Шаргородського району з футболу. Ситуація змінилася в 2011 році, коли команда «Колос» виграє чемпіонат Шаргородського району. Команду бере під своє крило генерал СБУ у відставці, на той час кандидат в народні депутати України, уродженець села Руданське - Василь Вовк.
У 2012 році Василь Вовк разом з тодішнім головним тренером команди Олегом Стаховим ухвалив рішення про створення на базі існуючої нової команди, яка влітку цього ж року було заявлено на першість області, але під назвою ФК «Руданські вовки». У команді зібрані як місцеві гравці, так і гравці з інших населених пунктів Шаргородського, Могилів-Подільського, Чернівецького, Липовецького та Тиврівського районів. Клубні кольори: сірий та білий.

## Досягнення
- володарі Кубку Вінницької області з футболу 2014/2015;
- Кубок України з футболу серед аматорів 2015 — 1/8 фіналу